# Mouy
Mouy är en kommun i departementet Oise i regionen Hauts-de-France i norra Frankrike. Kommunen ligger i kantonen Mouy som tillhör arrondissementet Clermont. År 2022 hade Mouy 5 339 invånare.

## Befolkningsutveckling
Antalet invånare i kommunen Mouy
| Referens: INSEE |